# 망포중학교
망포중학교(網浦中學校)는 대한민국 경기도 수원시 영통구 망포동에 있는 공립 중학교이다.

## 학교 연혁
- 2003년 1월 13일 : 망포중학교 설립 인가
- 2003년 3월 1일 : 초대 유도형 교장 취임
- 2003년 3월 5일 : 제1회 신입생 입학 (11학급 441명)
- 2006년 2월 8일 : 제1회 졸업장 수여식 (11학급 454명 졸업)
- 2023년 9월 1일 : 제7대 최옥현 교장 취임
- 2024년 1월 9일 : 제19회 졸업장 수여식(11학급 326명)
- 2024년 3월 4일 : 제22회 신입생 입학(12학급 396명)

## 참고 자료
- 망포중학교 - 한국교육학술정보원 학교알리미